# Ny-London

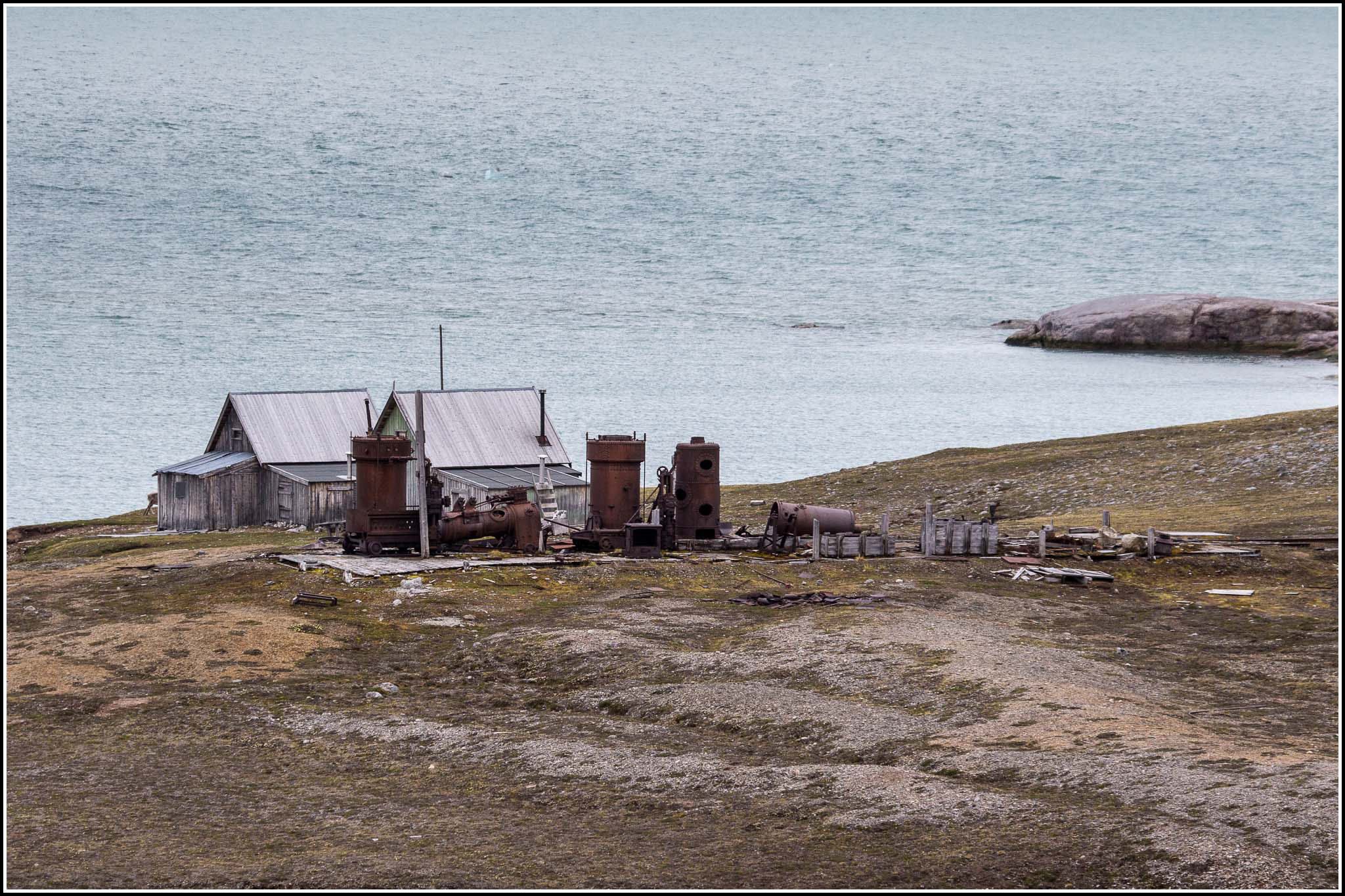
Ny-London

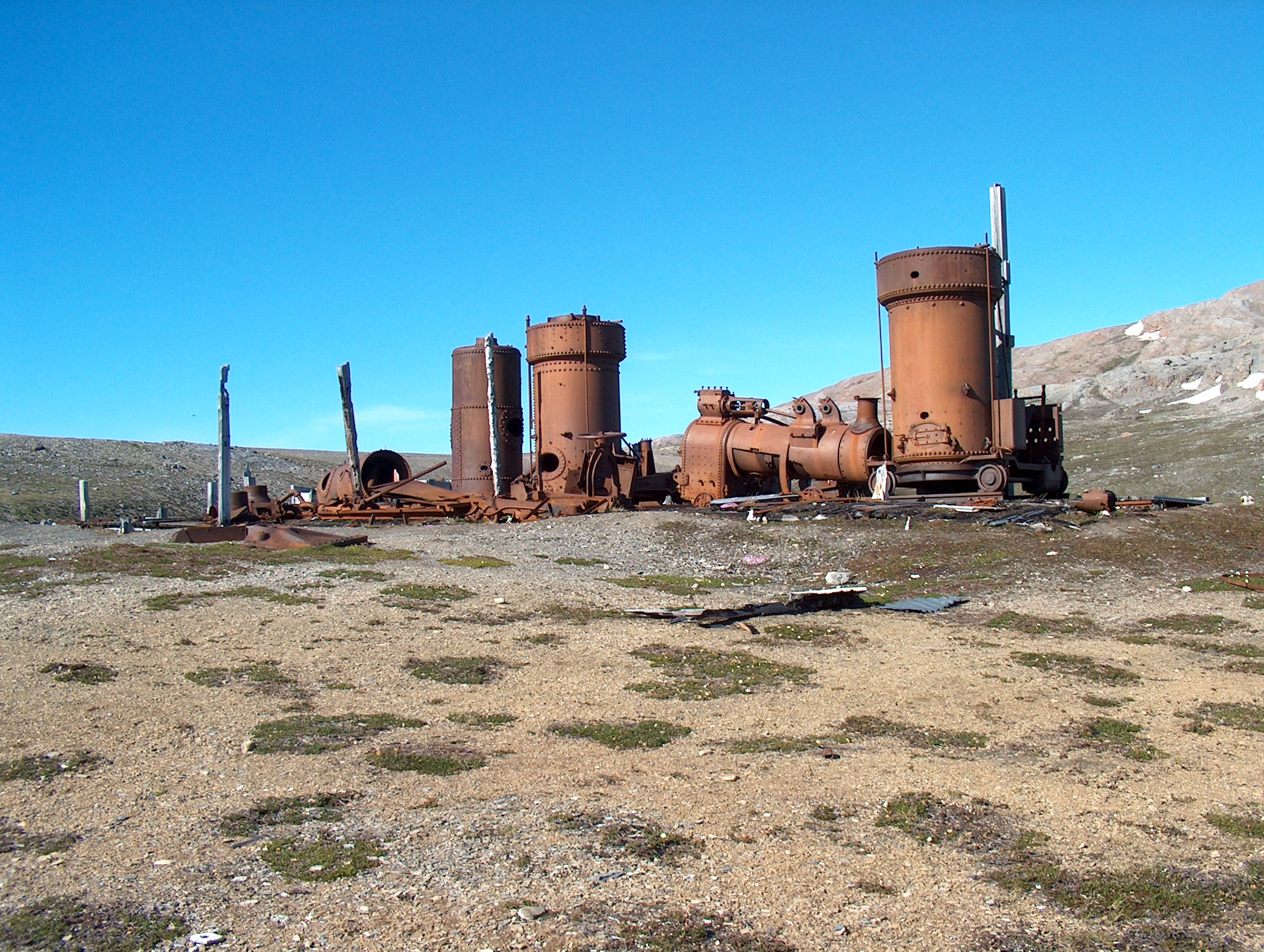
Rostiga maskiner i Ny-London

Ny-London, eller London, är ett nedlagt gruvsamhälle på Blomstrandhalvøya vid Kongsfjorden på Spetsbergen i Svalbard.
Den nedlagda bosättningen ligger vid Peirsonhamna, en liten vik på öns sydsida, ungefär fem kilometer norr om Ny-Ålesund på motsatt sida av fjorden. Ny-London grundades 1911 som Camp Mansfield för att utvinna marmor, och övergavs 1920. 
Marmorförekomsten på Blomstrandøya upptäcktes 1906 och exploaterades av det brittiska företaget Northern Exploration Company Ltd. med Ernest Mansfield som chef. Ny-London utrustades med ångmaskiner, kranar och industrijärnvägsmaterial. Det byggdes bostäder för 70 personer, verkstadshus och lager. Det visade sig emellertid att marmorn inte gick att använda. Marmorblocken gick i bitar på grund av frostsprängning. Efter några års knackig drift lades marmorbrottet ned 1920. Stället såldes 1939 till den norska staten.
Senare flyttades fyra av husen i Ny-London till Ny-Ålesund, där de fortfarande står och används. Andra blev stående kvar och förföll, liksom efterlämnad maskinutrustning, transportmaterial och lastningsanläggningar. Idag liknar Ny-London med sina ruiner och rostiga maskiner en spökby med vittnesbörd om den optimistiska klondykestämning som rådde i Svalbard i början av 1900-talet. 
Den brittiska gruvbyn kallades av norrmännen på Spetsbergen för "London", och detta namn och "Ny-London" kom så småningom i allmänt bruk.
Ny-London tillhör de  de 50 mest prioriterade kulturminnesplatserna i Svalbard.

## Bildgalleri

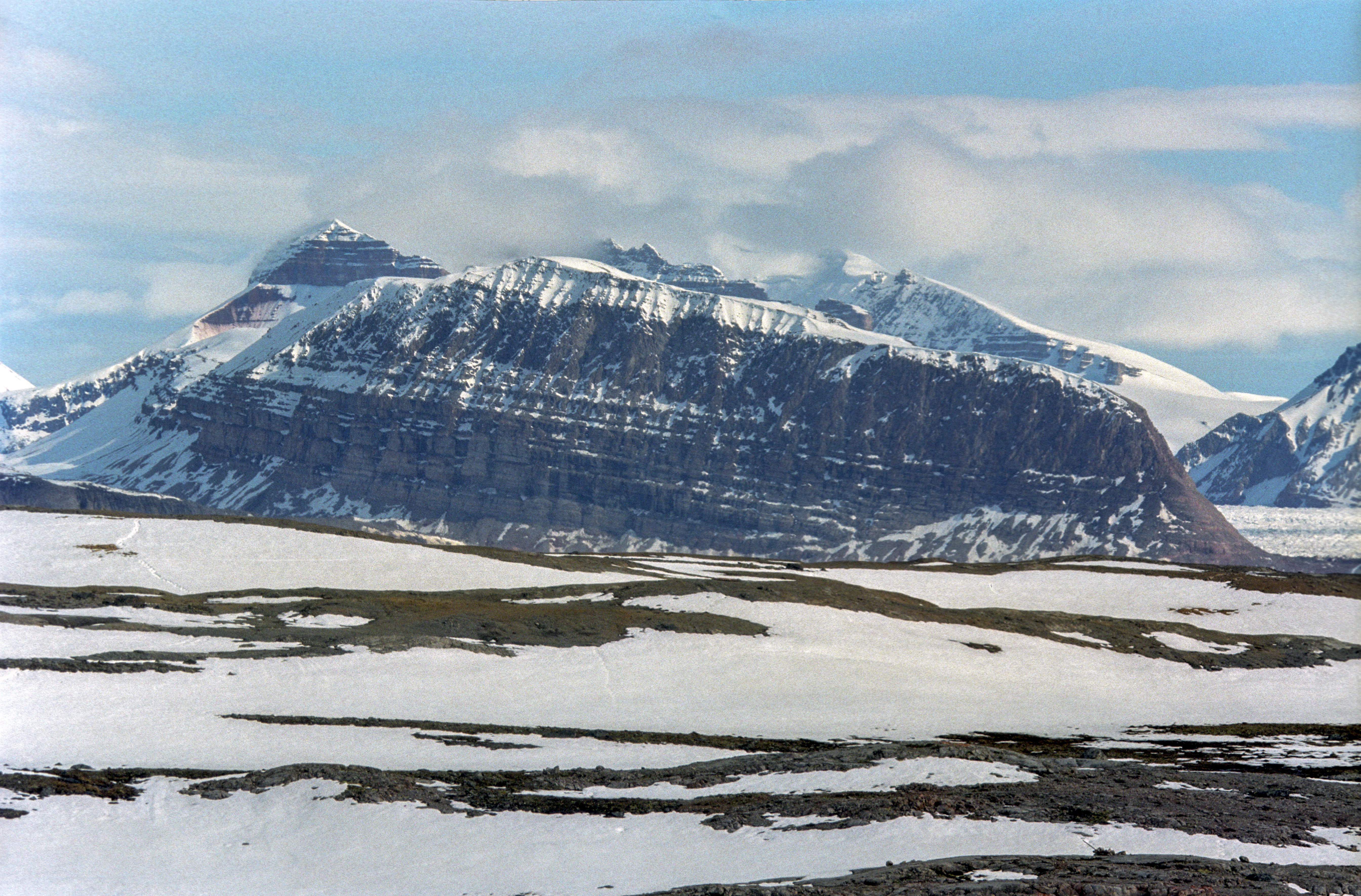
Colletthøgda på Blomstrandhalvøya vid Ny-London
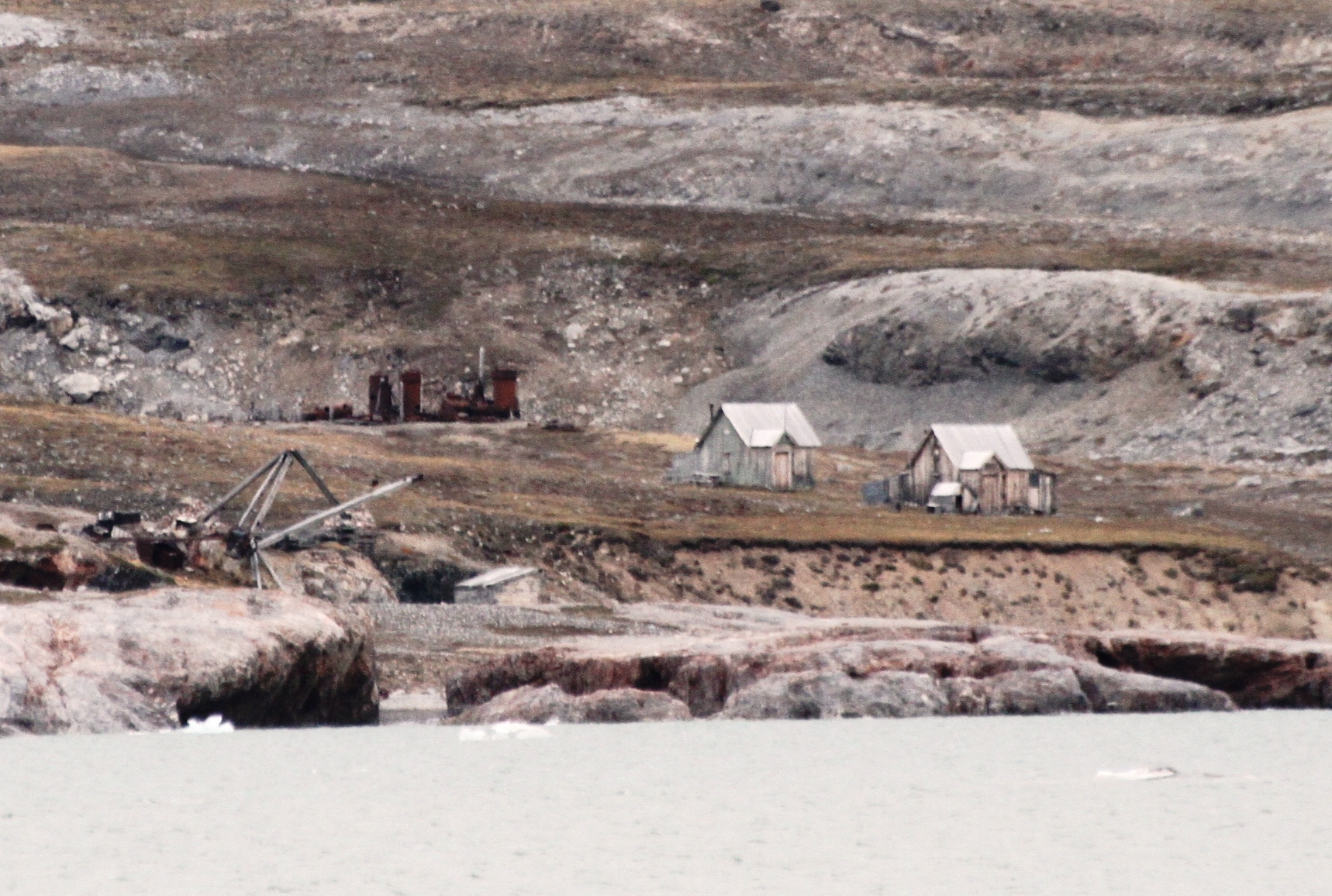
Ny-London sett från Peirsonhamna
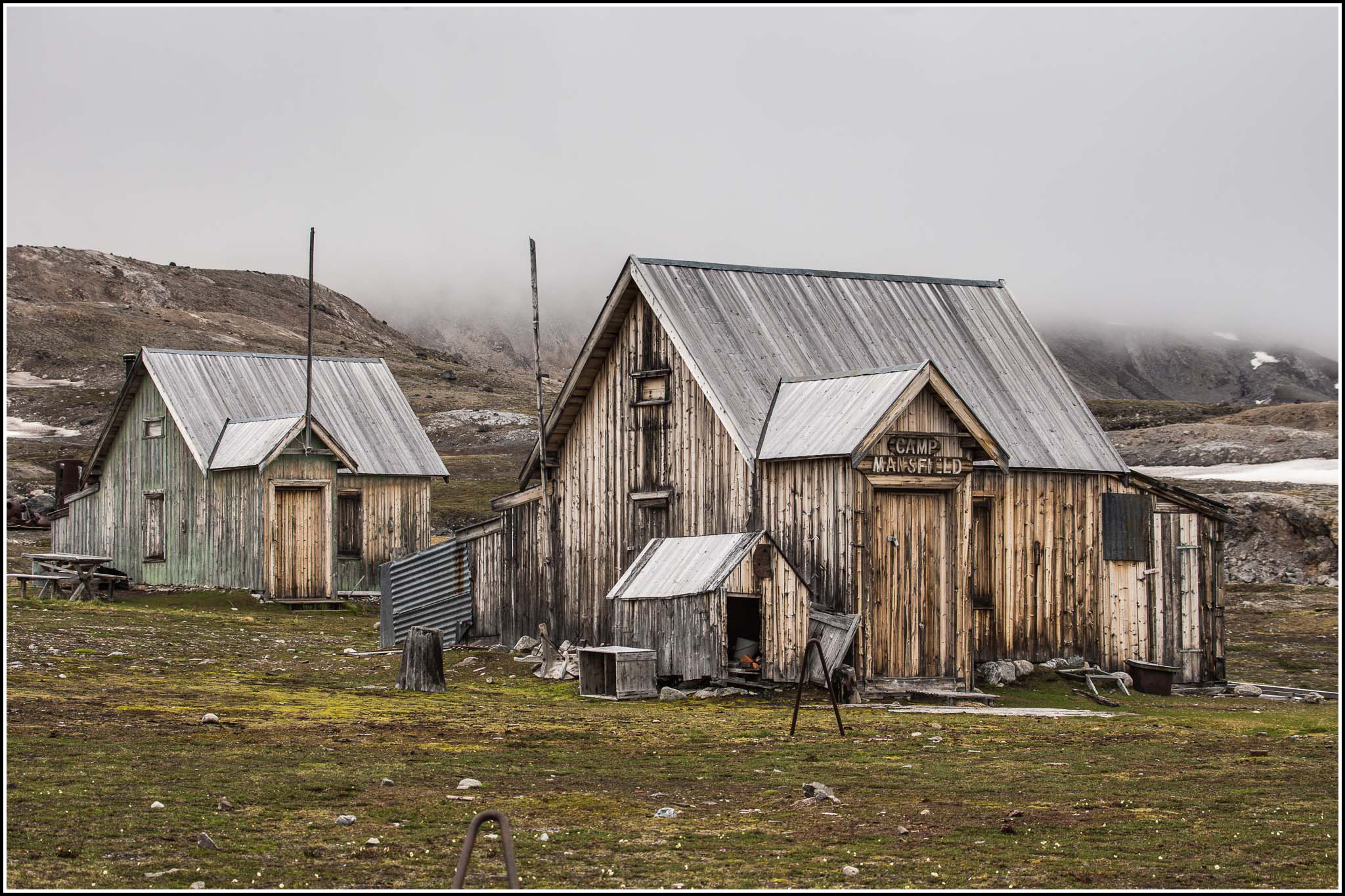
De två kvarvarande bostadshusen
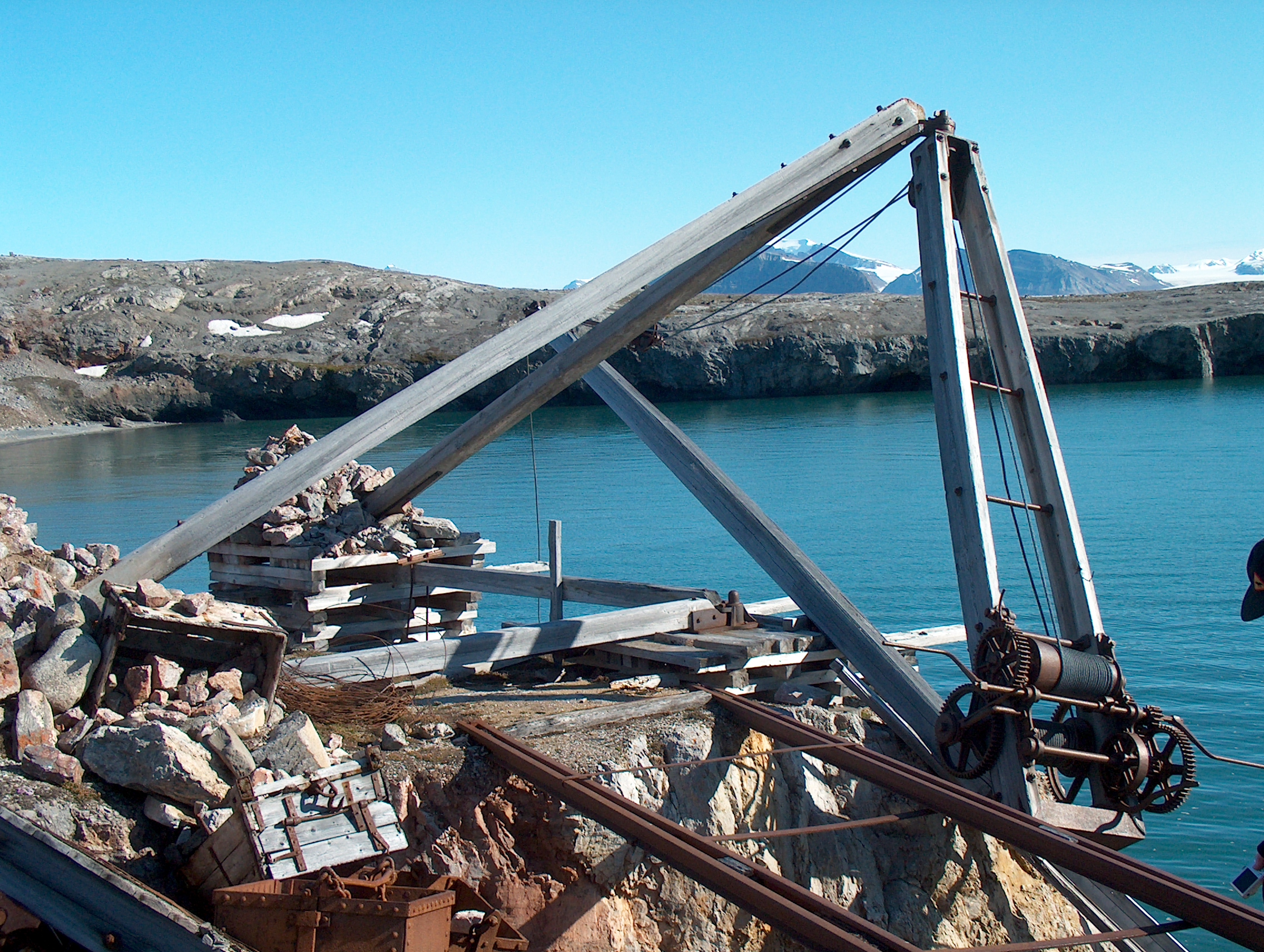
Lastkranen i hamnen
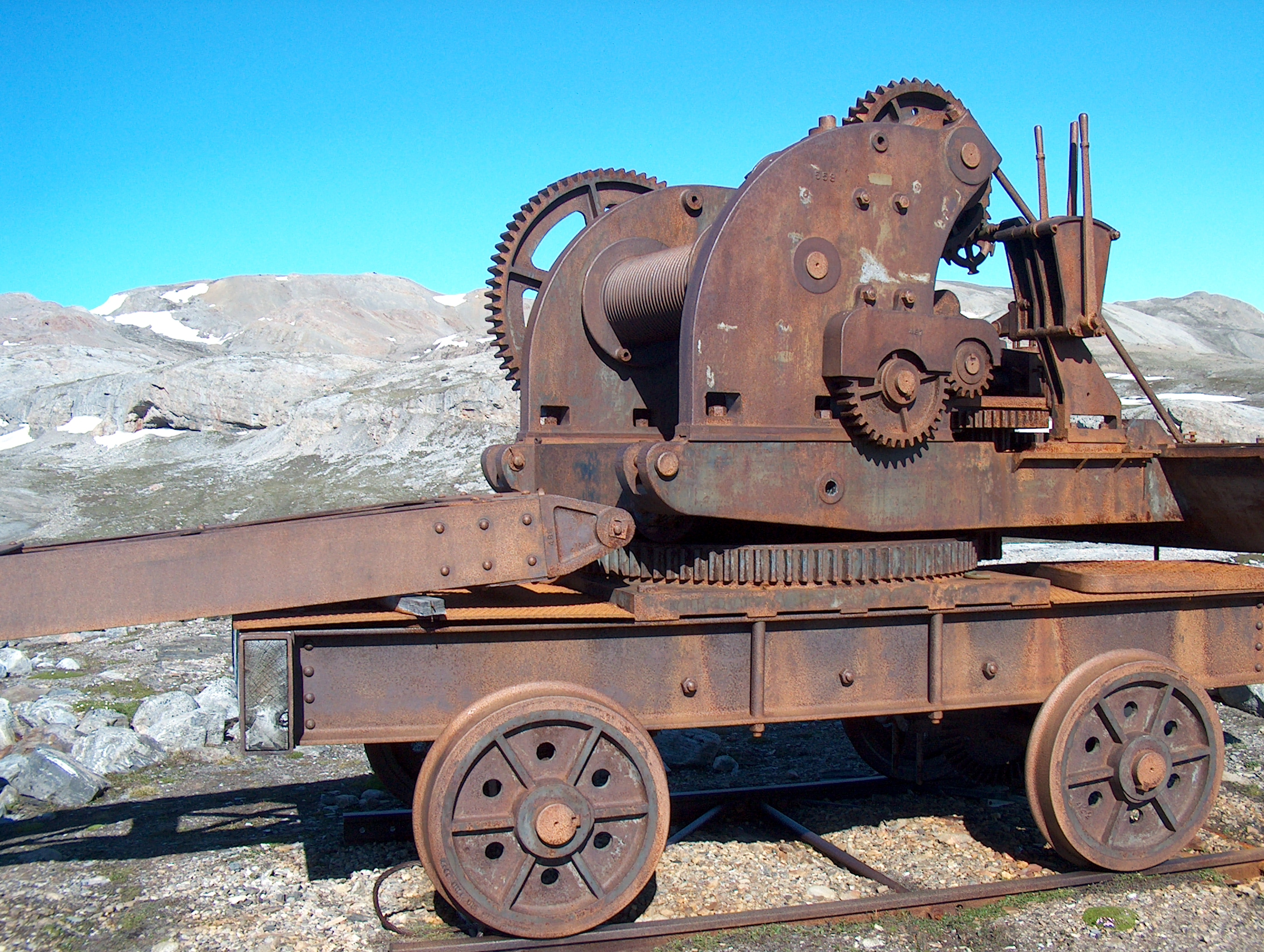
Rälsgående kran
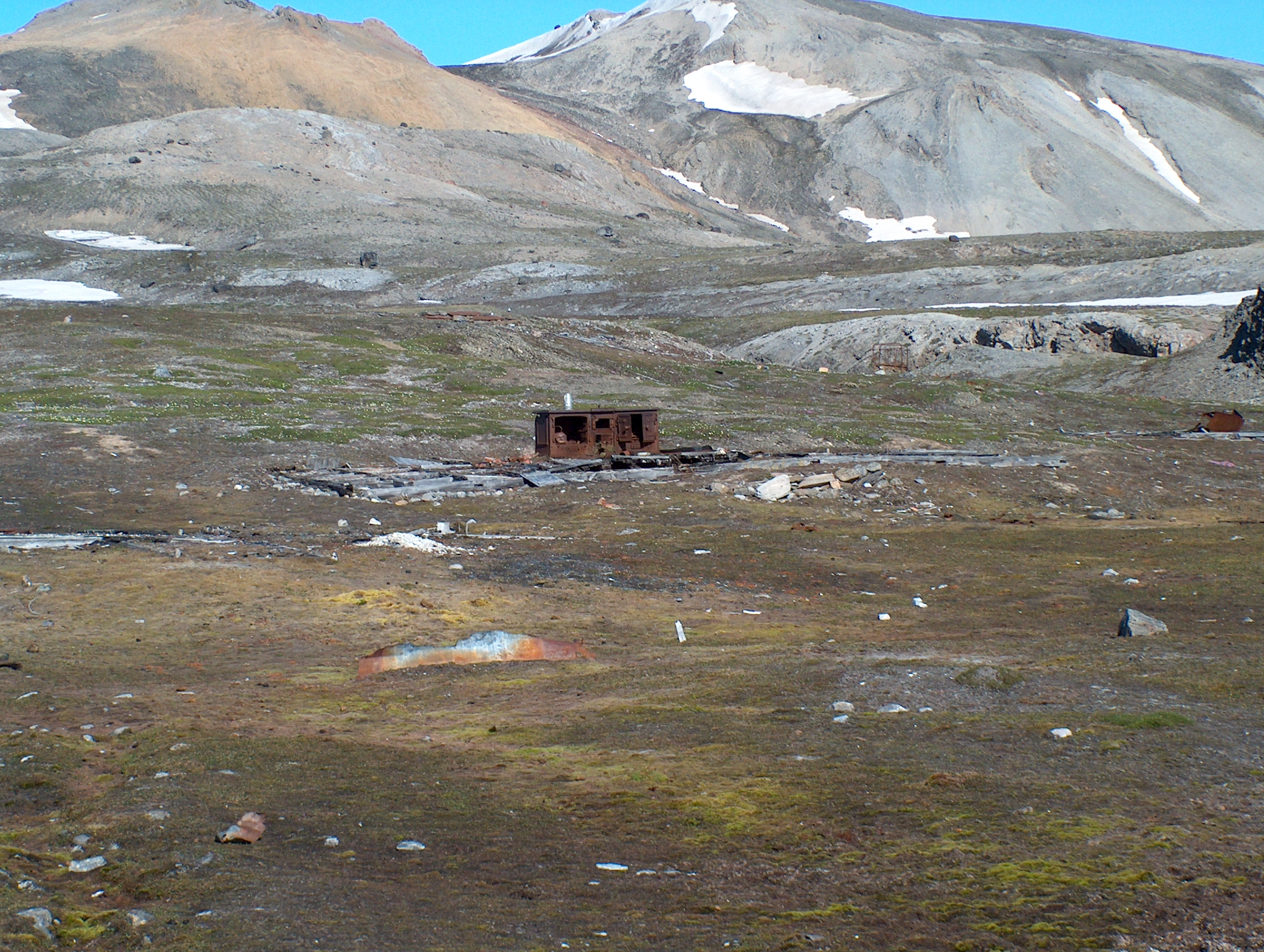
Ruin
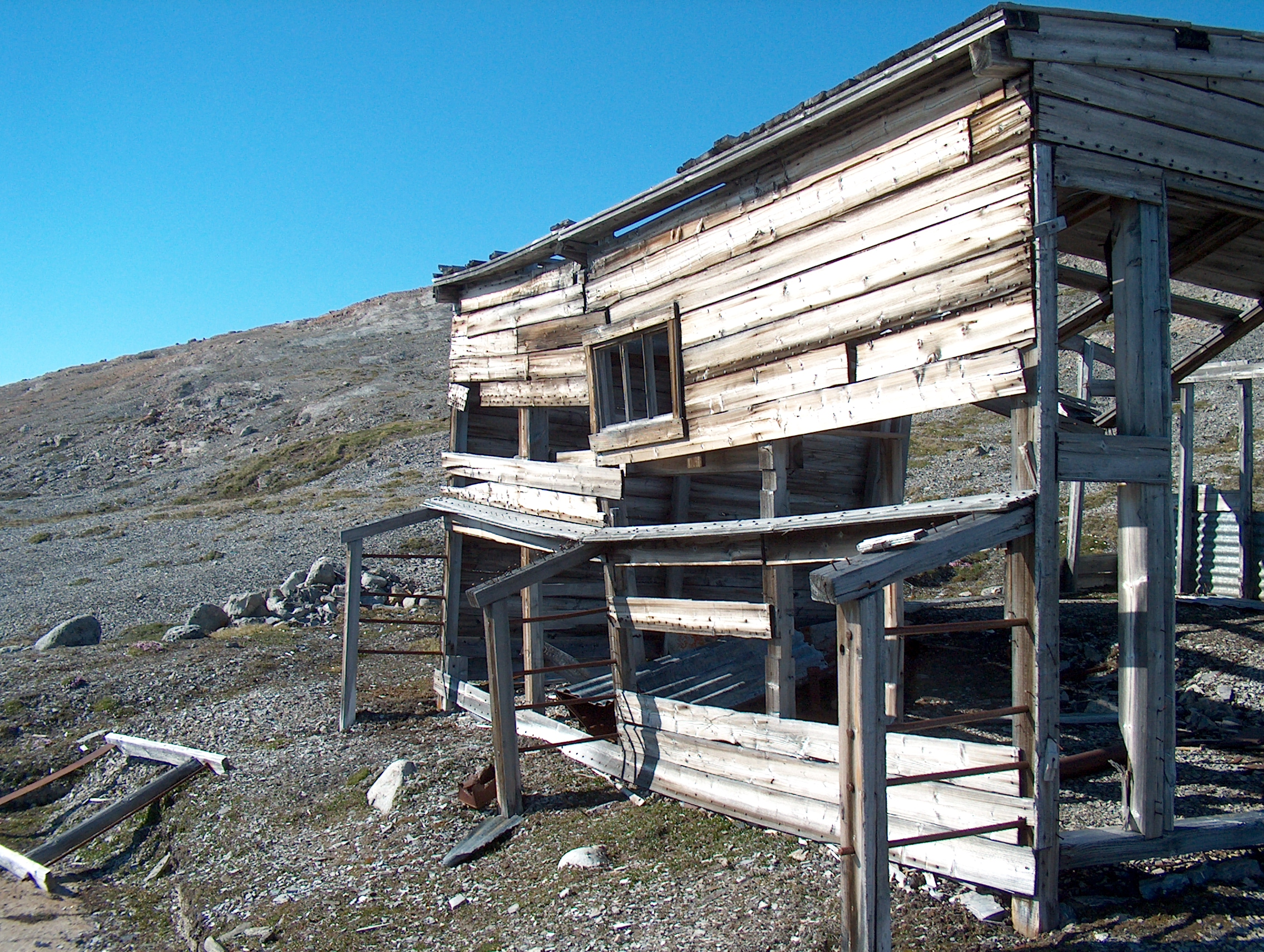
Ruiner
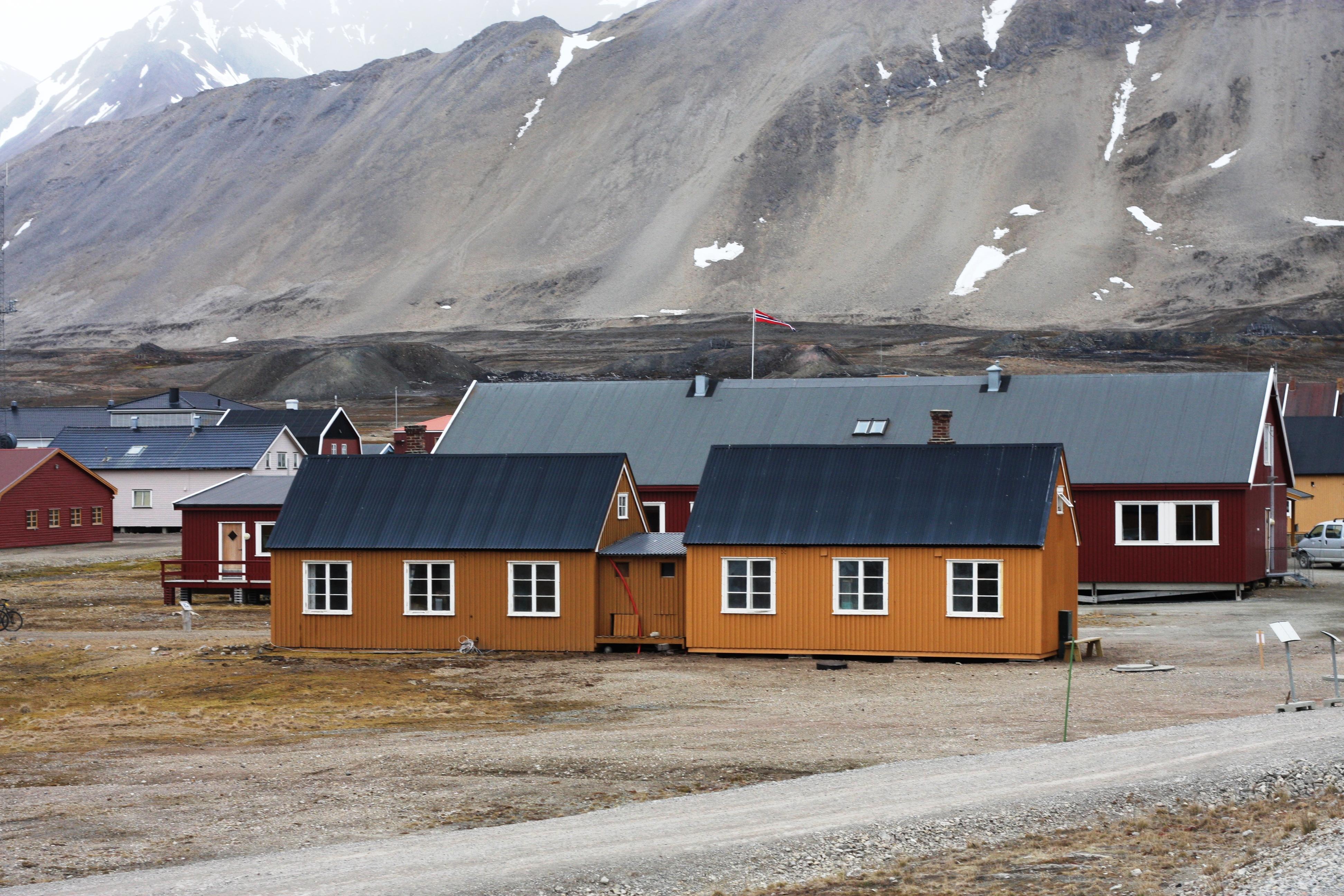
De så kallade Londonhusen i Ny-Ålesund, vilka ursprungligen stod i Ny-London